# Кастел дел Монте
Кастел дел Монте (итал. Castel del Monte; у преводу: Дворац на брду) средњовековни је дворац римско-немачког цара Фридриха II изграђеног у периоду од 1240—1249. године у покрајини Апулији у јужној Италији.

## Историја
Фридрих II је вероватно био надахнут октагоналном Куполом на стени (џамија у Јерусалиму) коју је видео на свом крсташком походу, али и Дворском капелом Карла Великог у Ахену. Осмоугао вероватно представља посредни симбол између квадрата (који представља земљу) и круга (који представља небо) — вероватно алузија на Фридриха као владара кога је послао Бог.
Дворац је завршен 1249. године и коришћен је пре свега као ловачки дом за Фридриха II до његове смрти 1250. године. Касније је претворен у затвор, коришћен као склониште од куге и на крају пао у заборав. Изборно је поседовао мраморне и стубове који су покрали и разнели разни вандали.
Након што је вековима био напуштен, откупила га је италијанска влада 1876. године за суму од 25.000 лира, и започела је његову рестаурацију 1928. године.
Средишњи заплет у роману ”Име руже“ Умберта Ека је средњовековно утврђење ”Aedificium“ која је засигурно утемељена на Кастелу дел Монте.
Кастел де Монте је 1996. године уврштен на УНЕСКО-в списак Светске баштине у Европи.
Дворац се налази на задњој страни италијанског новца евра од 1 цента.

## Архитектура
Кастел дел Монте је пример замка који, будући да се налази изван града, има снажан одбрамбени изглед. О се двоструком затварању од споља, кулама (26 м² високим), али и зидовима (25 м²). Ипак, битан нови елемент, више карактеристичан за готику него за романику, је отварање у велико средишње двориште (величине 56 м²), али и недостатак потока око дворца и моста на улазу.
Још један детаљ, који доказује како је ова грађевина замишљена више као дворац за уживање него као одбрамбени замак, јесу степеништа у кулама које воде на други спрат. Она су, наиме, закривљена здесна улево, док је пракса у средњем веку била да се степеништа праве закривљена слева удесно како би се онемогућило евентуалним непријатељима да идући нагоре замахују мачевима, док су бранитељи могли одозго лагано да се бране замахујући мачевима у десној руци.
Тлоцрт дворца (али и њених осам кула) је изведен искључивом употребом осмоугла у строгој симетрији што указује на геометријску композицију.
Улазна врата пластички су издвојена и наглашена високим забатом, капителима и венцем. Поделу унутрашњости на два спрата читамо споља по уском заобљеном венцу који обилази читаву грађевину и дели је водоравно.